# 17-fenilandrostenolo
Il 17-fenilandrostenolo (abbreviazione inglese: 17-PA) è un farmaco steroideo che si lega ai recettori GABAA. 
Agisce come antagonista nei confronti degli effetti sedativi degli steroidi neuroattivi, ma ha scarso effetto se somministrato da solo e non blocca gli effetti di benzodiazepine o barbiturati.